# Савосин, Олег Иванович
Олег Иванович Савосин (21 декабря 1927, Москва — 21 мая 2008, там же) — советский и российский актёр, каскадёр, постановщик и педагог, один из основателей Ассоциации каскадёров России.

## Биография
Отец — Иван Сергеевич Савосин (1902—1965), мать — Анна Фёдоровна Игонина (1905—1982). Брат — Вячеслав Иванович Савосин. В пятилетнем возрасте выстрел из рогатки сильно повредил Савосину глаз. Во время Великой Отечественной войны семья была эвакуирована в Ивановскую область: там Олег три года пришлось работать в одном из местных колхозов, и он научился ездить на лошади. 
В 1952 году окончил художественно-графический факультет МПГИ имени Ленина. С 1953 года — ассистент, с 1970 года — старший преподаватель кафедры графики Высшего технического училища имени Баумана.
Одновременно преподавал рисование и черчение в московской школе № 126 (1953—1955), затем — в Военно-механическом техникуме. С 1986 года — на пенсии.
Похоронен на 90-м участке Востряковского кладбища Москвы.

## Творчество
Сниматься в фильмах начал в 1965 году в киноленте «Неуловимые мстители».

С неё всё и началось. Я в кино случайно попал, я же не актёр. Просто товарищ у меня был — Леха Кочерян, он вторым режиссёром на фильме работал, а Эдик Кеосаян начал снимать первую серию — они друзьями были. Сказали: «Начинаем „Неуловимых“ снимать, там столько всякой работы, которую ты умеешь делать». Во время войны мы были эвакуированы под Кинешму, пришлось поработать в колхозе. Так что три года я не слезал с лошади. Все трюки в фильме я делал сам, поэтому меня и взяли…— О. Савосин
В дальнейшем сыграл более 100 эпизодических ролей. Не будучи артистом по образованию, Савосин обладал удачной фактурой для воплощения отрицательных ролей и, будучи загримированным в кадре, производил впечатление сильного и опасного человека. Его «визитной карточкой» стал бандит Тягунов, убивший внука старого сторожа в телесериале «Место встречи изменить нельзя».
Стоял у истоков трюкового отечественного[какого?] кинематографа. В 1960—1990-е годы осуществил несколько сотен постановок трюков, большинство из которых выполнил сам. В 1985 году, снимаясь в фильме «Пять минут страха», совершив неудачный прыжок с крыши, получил перелом обеих ног и с тех пор продолжал сниматься в характерных ролях.
Совместно с Андреем Ростоцким и Юрием Сальниковым создал школу-студию каскадёров.
Академик Международной академии трюка.

### Роли в кино
- 1966 — Неуловимые мстители — бандит
- 1967 — Исход / Төгсгөл (Монголия, СССР) — офицер (нет в титрах)
- 1967 — Первый курьер / Първият куриер (СССР, Болгария)
- 1968 — Крах — Чеботарёв (нет в титрах)
- 1968 — Один шанс из тысячи — Циклоп, майор Крахт (озвучил Юрий Саранцев)
- 1968 — По Руси
- 1970-1971 — Корона Российской империи, или Снова неуловимые — член свиты
- 1971 — Тени исчезают в полдень, 1-я серия — белый бандит (нет в титрах)
- 1972 — Укрощение огня — гость на свадьбе (нет в титрах)
- 1973 — Возврата нет — немецкий солдат
- 1973 — С весельем и отвагой — шпана
- 1973—1983 — Вечный зов, 19-я серия — Михась
- 1974 — Разлом, 5-я серия — эпизод (нет в титрах)
- 1974 — Скворец и Лира / Skřivánek a Lyra
- 1974 — Фронт без флангов
- 1974 — Хождение по мукам
- 1974 — Бриллианты для диктатуры пролетариата — «Кривой», налётчик (нет в титрах)
- 1976 — Трын-трава — грабитель
- 1977 — Хочу быть министром
- 1978 — Вас ожидает гражданка Никанорова
- 1979 — Место встречи изменить нельзя — Чугунная Рожа, участник банды "Чёрная кошка"[5]
- 1981 — От зимы до зимы — кулак
- 1981 — Тайна записной книжки — сообщник Малашкина
- 1981 — Чёрный треугольник — Савелий Николаевич Чуркин «Паук»
- 1982 — Где-то плачет иволга… — тренер
- 1983 — Мы из джаза — мафиози (говорящий фразу: «Наших бьют»)
- 1985 — Пять минут страха — Пётр Семёнович Гордеев
- 1986 — На златом крыльце сидели
- 1987 — Акция — хирург
- 1989 — Авария — дочь мента
- 1989 — Город Зеро — грибник (нет в титрах)
- 1989 — Смиренное кладбище
- 1991 — Волкодав
- 1991 — Маэстро с ниточкой — квартиросъёмщик
- 1992 — Зачем алиби честному человеку? — Ерохин
- 1992 — Круг обречённых — водитель (нет в титрах)
- 1992 — Три дня вне закона — Лялин, свидетель на бензоколонке
- 1993 — Налетъ (Украина)
- 1993 — Русский регтайм — Смирнов
- 1995 — Крестоносец
- 2000 — Рыцарский роман
- 2002 — Бригада, 7-я серия — мужчина в КПЗ «Бутырка» (нет в титрах)

### Каскадёр
- 1976 По волчьему следу
- 1990 Дураки умирают по пятницам
- 1992 Круг обречённых — управление группой
- 1993 Троцкий — постановщик трюков
- 1998 Сибирский цирюльник